# Devotio moderna
Devotio moderna var en humanistiskt influerad religiös reformrörelse på 1300- och 1400-talen som utgick från Nederländerna. Dess mål var innerlig fromhet och aktiv kärlek (till exempel fattigvård).